# Joseph Sifakis
Joseph Sifakis (grec: Ιωσήφ Σηφάκης) és un informàtic francès nascut a Grècia, que va guanyar el premi Turing de 2007, conjuntament amb Edmund M. Clarke i E. Allen Emerson, per la seva feina en verificació de models.
Va néixer a Càndia, Creta el 1946 i va estudiar Enginyeria Elèctrica a la Universitat Politècnica Nacional d'Atenes i Informàtica a la Universitat de Grenoble amb una beca francesa. Es va doctorar el 1974 a la Universitat de Grenoble, on també va rebre un doctorat d'estat el 1979.
El 2009 va rebre un doctorat honoris causa de l'Escola Politècnica Federal de Lausana, a Suïssa, on el 2011 va ser nomenat professor titular (de l'Escola de Ciència Informàtica i de Comunicacions).
Sifakis viu a França, d'on va obtenir-ne la ciutadania el 1976 i treballa al CNRS al laboratori VERIMAG, a prop de Grenoble, del qual és fundador.
També és coordinador d'Artist2, la xarxa europea d'excel·lència en la recerca en sistemes incrustats.
És gran oficial de l'Orde Nacional del Mèrit francesa i comandant de la Legió d'Honor.